# Camillo Sitte
Camillo Sitte (17 tháng 4 năm 1843 - 16 tháng 11 năm 1903) là người đại diện cho nền quy hoạch đô thị hữu cơ có tiếng vang nhất định ở nhiều nước châu Âu vào cuối thế kỷ XIX. Ông đã chỉ trích thẳng thừng "chủ nghĩa cổ điển" và "hình dáng quy tắc" thường thấy đương thời, thay vào đó là một cơ cấu đô thị có sự hài hoà và linh hoạt như một cơ thể sống. Camillo Sitte nhiệt liệt cổ động cho kiểu mặt bằng đô thị không quy tắc, uốn lượn tự do như các đô thị châu Âu thời Trung cổ. Ông nhấn mạnh vai trò của điểm nhìn, tầm nhìn, đối tượng quan sát và hiệu quả nghệ thuật chỉ xuất hiện khi cảnh quan đô thị luôn luôn biến hoá, thay đổi.

## Các nguyên lý về quy hoạch đô thị

### Quảng trường
- Các tòa nhà bao quanh quảng trường công cộng (đường phố không chạy quanh quảng trường)
- Các tòa nhà và đài tưởng niệm bố trí dọc theo 1 cạnh của quảng trường, không nằm ở giữa
- Quảng trường không mang hình dạng cứng nhắc (mặt bằng tự do, ngẫu hứng)
- Trung tâm quảng trường mở
- Đường chạy vào từ các góc
- Trong quảng trường nên tránh sử dụng nhiều phương tiện đi lại
- Từ bất cứ điểm nào trên quảng trường, trong một thời điểm chỉ có thể nhìn được ra 1 hướng.

Các quảng trường phá cách làm tôn thêm nét tự nhiên kích thích sự sảng khoái và làm tăng sinh động, ấn tượng. Điều này sẽ dễ dàng cho phép bố trí các đài tưởng niệm vào quảng trường.

### Đường phố
Đường phố lý tưởng phải tạo thành một đường gấp khúc khép kín. Con người sẽ cảm thấy dễ chịu khi tầm nhìn không vượt đi quá xa. 
Một nguyên lý như thế đối lập với cách bố trí những con đường thẳng tắp kiểu truyền thống, trừ các thành phố có địa hình đồi (như San Francisco), khi việc lên xuống dốc gây rào cản cho tầm nhìn. Đôi khi đồi quá dốc khiến cho đường phải giật cấp và cảm giác bao trùm bởi các tỉ lệ nhàm chán trở nên hoàn hảo.

### Công viên
Công viên là các vườn ẩn, nối liền nhau, kín gió bởi các mặt tiền khép kín của các tòa nhà cao tầng. Các công viên ngày nay thường bị vây bởi các con phố, làm giảm cảm giác bao bọc, ngoại trù các đường phố phân tán rời xa công viên tùy vào diện tích công viên, độ che phủ của cây và địa hình, ví dụ Golden Gate Park ở San Francisco, công viên Balboa ở San Diego và Central Park ở New York.

## Sách đã xuất bản
- City Planning According to Artistic Principles, 1889
- The Birth of Modern City Planning. Dover Publications, 2006,
- Gesamtausgabe. Schriften und Projekte. Hrsg. v. Klaus Semsroth, Michael Mönninger und Christine Crasemann-Collins. 6 Bände. Böhlau, Wien 2003–2007